# Philippe Zacharie
Pour les articles homonymes, voir Zacharie.
Philippe Zacharie, né le 23 avril 1849 à Radepont, mort le 26 janvier 1915 à Rouen, est un peintre français.

## Biographie
En 1874, Philippe Zacharie est nommé professeur adjoint au lycée de Rouen. En 1879, il devient professeur à l'École des beaux-arts de Rouen. Il obtient une 3e médaille au Salon des artistes français de 1883. Il perd la quasi-totalité de ses œuvres réalisées pendant 30 ans lors de l'incendie du musée des antiquités le 21 avril 1894.
Vers 1900, il réalise des peintures pour l'église Saint-Clément, la salle des Actes du lycée Corneille et l'église Saint-Godard à Rouen. En 1904, il est reçu membre de l'Académie des sciences, belles-lettres et arts de Rouen. Il prend sa retraite en octobre 1910.
Il est domicilié au no 35, rue Henri-Lafosse à Rouen.
Ses obsèques sont célébrées dans l'église Saint-Romain de Rouen avec Marcel Dupré à l'orgue. Il est inhumé au cimetière monumental de Rouen. Une rue de Rouen porte son nom.

## Œuvres exposées au Salon des artistes français
- 1875 : Un vieux bouquiniste
- 1876 : Le soir de l'Épiphanie, Fleurs des champs
- 1877 : La Punition de Caiaphas, Le jeune amateur
- 1878 : Le Bon Samaritain
- 1900 : Crucifixion
- 1901 : Femme à l'oiseau
- 1902 : La Femme qui dort, Portrait de Mlle X.
- 1903 : Judith
- 1904 : Biblis, Jeune fille dessinant
- 1911 : La Veillée in extremis

## Œuvres exposées au Salon de peinture et de sculpture
- 1880 : Le Jardinier fleuriste, Réflexion[9]
- 1900 : Le Christ expirant[10]

## Collections publiques
- Tentation de saint Jérôme (1894), musée des beaux-arts de Rouen
- Saint Louis versant à boire aux pauvres, et Jean-Baptiste de La Salle bénissant deux frères qui partent en classe (1902),  peintures murales du chœur de l'église Saint-Clément à Rouen

## Élèves
- Léonard Bordes
- Henry Dannet
- Marie Duret
- Narcisse Guilbert
- Narcisse Hénocque
- Magdeleine Hue
- Valéry Müller
- René Sautin
- Jacques Villon